# Beata Kamińska
Beata Kamińska (6 januari 1980) is een Pools topzwemster.
Tijdens de EK kortebaan 2005 in Triëst wist Kaminska beslag te leggen op de Europese titel op de 100 meter schoolslag en pakte ze een zilveren medaille op de 50 meter schoolslag. Haar tijd van 1.06,51 op de 100 meter was genoeg om de concurrenten Jelena Bogomazova en Simone Weiler voor te blijven. Op de 200 meter kwam ze 0,09 tekort voor het goud dat naar de Duitse Janne Schäfer ging.